# Hirslanden Klinik Aarau
Die Hirslanden Klinik Aarau ist ein Spital in Aarau und gehört zur Hirslanden-Gruppe. Sie steht auf der Spitalliste des Kantons Aargau, der ihr damit Leistungsaufträge zur medizinischen Grundversorgung erteilt hat. Im Geschäftsjahr 2023/24 wurden an der Klinik 10'636 Patienten und Wöchnerinnen von 203 Belegärzten und angestellten Ärzten an 36 Zentren und Instituten behandelt. Sie ist damit die grösste Privatklinik im Mittelland zwischen Bern und Zürich. Besondere Schwerpunkte des Leistungsangebots sind die spezialisierte Medizin wie die Herz-Gefäss-Medizin, die Gynäkologie und Geburtshilfe sowie die Orthopädie. Das Spital hat auch eine 24h-Notfallaufnahme.
An der Hirslanden Klinik Aarau arbeiten Ärzte im Belegarztsystem. Es gibt keine übliche Spitalhierarchie mit Chefärzten. Die Belegärzte führen meist eigene, unabhängige Praxen und Zentren. Sie haben im Durchschnitt mehr als 10 Jahre Erfahrung als Facharzt und mehrjährige Oberarzterfahrung. Patienten wählen ihren Belegarzt aus, der sie während des gesamten Diagnose- und Behandlungspfads persönlich betreut.
Die Klinik war Drehort in der Deutschschweizer Fernsehserie Der Bestatter.

## Geschichte
Die Klinik wurde im Jahre 1988 als AMI Klinik eröffnet.
Zu Beginn umfasste das Personal 80 Personen. Am Eröffnungstag wurden ein Mädchen und ein Junge in der Klinik geboren. 1990 wurde die Klinik von der Hirslanden-Gruppe übernommen. 1992 wurde die Physiotherapie-Abteilung anerkannter Ausbildungsplatz für Praktikanten der Schule für Physiotherapie Schinznach-Bad und Aarau. Die Klinik wurde 1994 zu einem Ausbildungsspital der TOA-Schule Aarau sowie der Pflegeschulen Brugg und Aarau. 1995 wurde ein Vertrag für die Ausbildung von medizintechnischen Laborassistenten mit dem Inselspital Bern unterzeichnet. Im Jahr 1996 wurde ein Herznotfalldienst eingerichtet, welcher allen Patienten (auch grundversicherten) 24 Stunden zur Verfügung steht.
1999 kam der Leistungsauftrag für die Radiofrequenzablationen zwischen dem Kanton Aargau und der Klinik Im Schachen. Die Behandlung kann somit von allen Patienten in Anspruch genommen werden. 2001 wurde die Einzelmarkenstrategie von der einheitlichen Dachmarke Hirslanden abgelöst. Damit treten die Kliniken nun mit einheitlichem Logo auf, ausserdem wurde die Klinik in Hirslanden Klinik Im Schachen umbenannt. Im Jahr 2003 folgte abermals eine Umbenennung in Hirslanden Klinik Aarau. 2004 folgte der Ausbildungsvertrag für das neue Berufsbild der Fachangestellten Gesundheit (FAGE), und zwei Jahre später wurde eine zweijährige Zusatzausbildung in Operationspflege eingeführt, womit dies das einzige solche Spital im Kanton Aargau ist. Für alle bisherigen Leistungen erhielt die Klinik im Jahre 2012 den Status eines Listenspitals.

## Kennzahlen
An der Hirslanden Klinik Aarau sind 858 Mitarbeiter sowie 203 Belegärzte und angestellte Ärzte tätig. Sie verfügt über 155 Betten in Patientenzimmern, 17 Betten in der Tagesklinik, 7 Operationssäle sowie 2 Gebärsäle. Im Geschäftsjahr 202/24 wurden 10'636 Patienten und Wöchnerinnen behandelt. Im selben Zeitraum kamen 701 Kinder in der Hirslanden Klinik Aarau zur Welt.

## Fachgebiete
| Fachgebiet                  | behandelte, stationäre Patienten 2023/2024 |
| --------------------------- | ------------------------------------------ |
| Orthopädie/Sportmedizin     | 1'425                                      |
| Gynäkologie/Geburtshilfe    | 1'352                                      |
| Chirurgie/Viszeralchirurgie | 1'258                                      |
| Kardiologie                 | 1'457                                      |
| Innere Medizin              | 1'845                                      |